# NGC 21

NGC 21

إن جي سي 21 أو NGC 21 في الفهرس العام الجديد (المعروف أيضا باسم إن جي سي 29 أو NGC 29) هي مجرة حلزونية خافتة من القدر ( 12.7) تقع في اتجاه كوكبة المرأة المسلسلة على بعد يقدر بحوالي 220 إلى 225 مليون سنة ضوئية 67 إلى 70 مليون فرسخ فلكي استنادا إلى سرعتها الإنسحارية البالغة 4770 كم/ثانية ويبلغ قطرها من 105 إلى 110 ألف سنة ضوئية تقريبا.

## الاكتشاف والتسمية
اكتشفت NGC 21 في 26 نوفمبر 1790 من قبل عالم الفلك ويليام هيرشل وأدرجت لاحقا تحت التعين NGC 29. ورصدت أيضا في (11 نوفمبر 1827) من قبل جون هيرشل (وأدرجت تحت التعين NGC 29)
وفي (20 سبتمبر 1885) قيدها الفلكي لويس سويفت تحت التسمية NGC 21 .
وغالبا ما تسمى بشكل غير صحيح NGC 19. فالعديد من الفهارس في 1970. NGC 19 مجرة تقع جنوب NGC 21 إلا أن الدراسات والملاحظات الأصلية لأجسام NGC أظهرت أن المجرة الشمالية في الواقع NGC 21. ولقد صححت جميع المراجع الحديثة تقريبا هذا الخطأ.

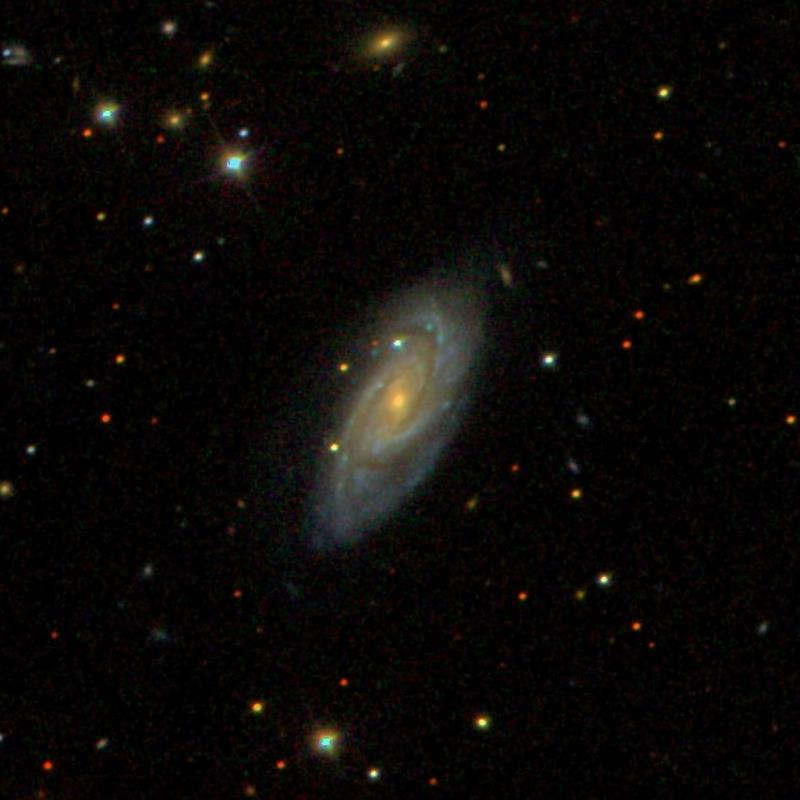
أن جي سي- 29 (مسح سلووان الرقمي للسماء)